# 바바라 해밀턴
바버라 해밀턴(Barbara Hamilton, 1926년 12월 11일 ~ 1996년 2월 7일)은 캐나다의 영화배우이다.
킹스턴에서 태어났으며 토론토에서 사망하였다. 사인은 유방암이다.

## 출연 작품
- 지금은 순찰 중 (1994년)
- 씨잉 씽스 (1981년)
- 로스트 앤드 파운드 (1979년)
- 어 송 이즈 본 (1948년) - 우먼 앳 도시 클럽 역

### 텔레비전
- Avonlea (1992-96)